# Luanda
Pour la province, voir Luanda (province).
Luanda, ou Louanda en graphie francophone, anciennement São Paulo da Assunção de Loanda (Saint-Paul de l'Assomption de Louanda) en portugais, est la capitale de l’Angola, en Afrique australe, et de la province du même nom dans ce pays.
La ville se situe dans le Nord-Ouest du pays, sur la côte de l'océan Atlantique, avec un climat tropical sec.
Luanda est fondée par des navigateurs portugais le 25 janvier 1575, dans une rade naturelle favorable à l'établissement d'un port. Elle devient, dès 1627, la capitale administrative de la colonie portugaise de l'Angola. Sa population, longtemps « stagnante », commence à croître fortement dans les années 1930. 
Luanda est le principal centre économique du pays et concentre les activités tertiaires et industrielles. Depuis 2002, grâce à la paix civile retrouvée et à l'argent du pétrole extrait de gisements offshore situés non loin de la capitale, celle-ci connaît une croissance particulièrement importante de la construction. Le port exporte les principales productions du pays : le pétrole brut et ses dérivés raffinés à la périphérie de la ville, le minerai de fer, le café et les produits de la pêche.

## Histoire

### Première colonisation portugaise

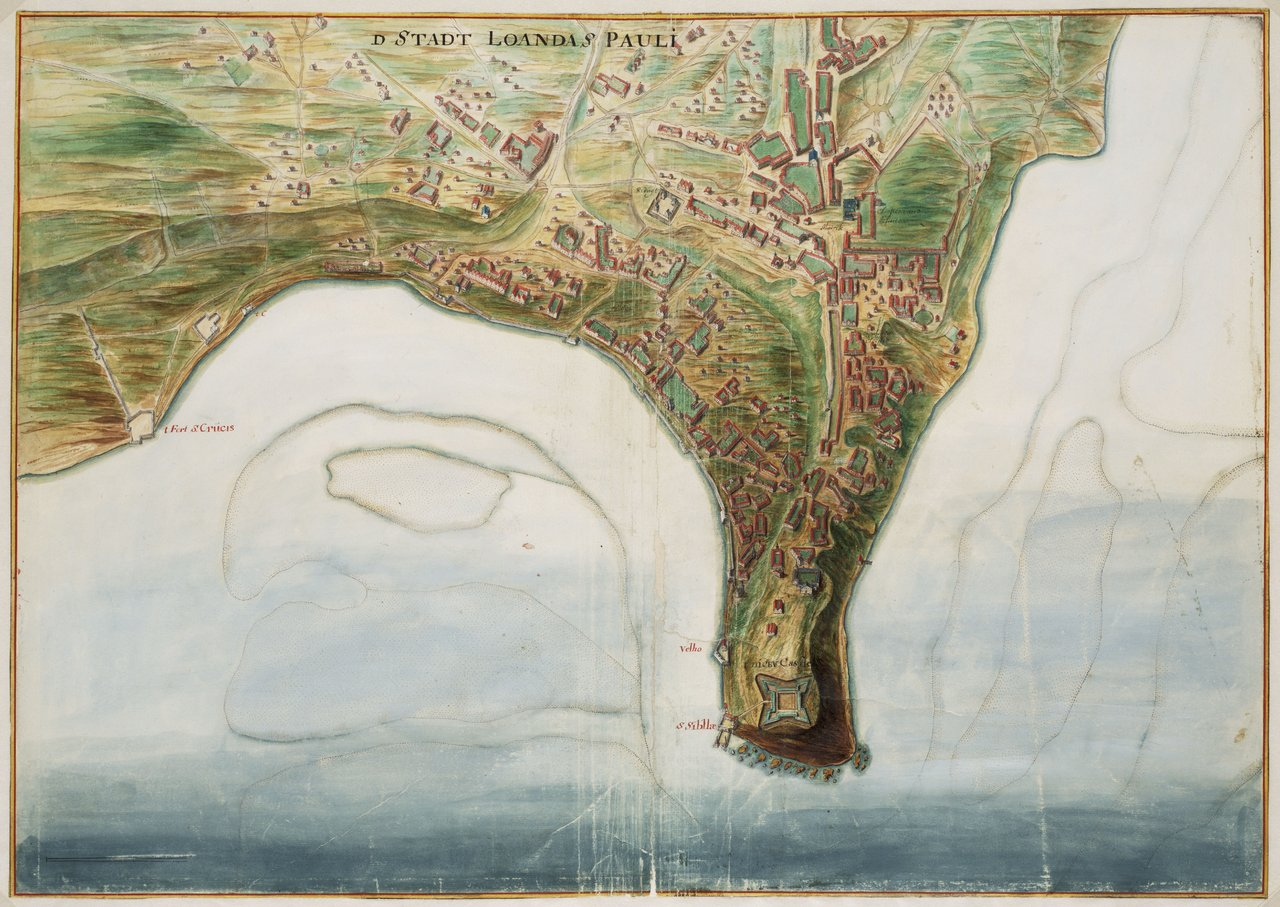
Plan du XVII.

La ville est fondée en 1575 par Paulo Dias de Novais, un navigateur portugais, sous le nom de São Paulo da Assunção de Luanda.  En débarquant sur l’île du Cabo, il trouve une population indigène assez nombreuse et y fait établir un premier noyau de colons portugais : sept cents personnes, dont trois cent cinquante soldats, des religieux, des négociants et des fonctionnaires.
Jusque-là, les Portugais de Sao Taomé tentaient de faire du commerce avec les peuples du continent, échouant encore en 1508 à en importer des esclaves. Ils développent peu à peu des échanges avec Luanda dans la première moitié du XVIe siècle, commerce donnant lieu à des réglementations et permettant aux peuples vassaux du Congo de gagner du pouvoir.
Dès 1562, le roi du Congo avait intenté des démarches à Lisbonne pour bloquer un lien direct entre les Blancs et les Angolais qu’il considérait comme ses vassaux, lors d'une première visite de Novais dans la capitale du roi d’Angola.
C'est ainsi que l'implantation européenne en Angola est amorcée dans le dernier quart du XVIe siècle, par le biais de deux sociétés blanches très différentes : les Européens de Luanda et ceux de São Salvador, vivant en symbiose avec les noirs qui acceptent leurs religion et éducation à condition que les blancs acceptent de vivre sous souveraineté congolaise.
Paulo Dias de Novais est alors à la recherche des mines d'argent de Cambambe, au cours du premier des deux cycles de l'histoire de Luanda, selon une étude historique sur la ville angolaise. Une fois passée la phase de recherche de ces mines d'argent, commence la période de la traite des esclaves. Pendant cette période de l'expansion du territoire portugais sous l'influence militaire et surtout commerciale de Luanda, les expéditions contre les Ngolas virent à l'occupation et à la destruction de Kabasa, la capitale de leur royaume, à la déroute des Congolais à Mbwila (Ambuila) puis à la prise de Pungu a Ndongo (Pungo Andongo) en 1671.
Entre-temps, Manuel Cerveira Pereira a poursuivi l'expédition entreprise par João Rodrigues Coutinho pour trouver les mines de Cambambe, et dans ce but soumis Cafuxi, soba[Quoi ?] de la région de Quissamã, selon un rapport de 1603. Il est par la suite accusé d'avoir favorisé le commerce avec des étrangers, tolérés dans les ports d'Angola, et sous ce chef d'accusation emprisonné et envoyé à Lisbonne. Au terme de son expédition de 1603, les Portugais se rendent compte officiellement que ces mines n'existent pas.
Pendant l’Union ibérique, est construite, en 1618, la Fortaleza de São Pedro da Barra.
Jusqu'en 1850, Luanda est un centre important pour le trafic d’esclaves, vers le Brésil lui aussi majoritairement lusophone.

### La brève colonie néerlandaise (1641-1648)
La ville ne fut le centre administratif de la colonie d’Angola que depuis 1627 (sauf de 1641 à 1648, période durant laquelle la ville est sous le contrôle de la Compagnie néerlandaise des Indes occidentales). 
Au cours de l'année 1624, par deux fois les Néerlandais tentèrent de s'emparer de Luanda, via deux expéditions militaires. La première attaque fut menée en juin 1624 par Philip van Zuylen, en même temps que l'attaque en mai de Salvador de Bahia par Jacob Willekens et la seconde par Piet Hein et à leur suite la question de la fortification de Luanda devint prioritaire pour la stratégie portugaise en Afrique Centrale. Le gouverneur portugais Fernão de Sousa venait d'arriver en juin 1624 et démarra immédiatement la construction de forts munis de pièces d'artillerie dans tous les lieux stratégiques de la baie de Luanda.
À la fin des années 1630, la reine africaine Njinga du Ndongo et du Matamba monte en puissance dans l'arrière-pays. Son armée poursuit ses attaques contre les Portugais au Ndongo et aux alentours jusqu'à ce qu'en octobre 1639 un nouveau gouverneur, Pedro Cesar de Menezes, soit nommé à Luanda. Il se montre soucieux d'imposer l'ordre public d'une façon plus vue depuis 15 ans, sous le gouverneur Fernao de Sousa. La stratégie de Njinga du Ndongo et du Matamba est alors changée car il lui envoie une missive disant qu'il exige le retour des esclaves, dans le système des vassaux qui prévalait au début du XVIIe siècle. Il reçoit l'ordre de signer un traité avec Njinga et Kasanje, l'autre chef africain, installé plus à l'est. Le Portugal leur demande de cesser les rites de l'ethnie imbalaga et de se convertir à la religion catholique.
Mais la conquête de Luanda par les Hollandais venus par la Mer du Brésil, avec des Amérindiens du Brésil et sans autorisation d'Amsterdam, le 20 avril 1641 fera avorter les plans contre elle. Elle est racontée dans un livre de Francisco de Brito Freire (1625-1692 ), administrateur colonial portugais du Brésil, qui participa à la guerre de la reconquête portugaise de Récife, notamment à la bataille de Montijo en 1644. En 1653, il est nommé amiral de l'escadre de la Companhia do Comércio do Brasil, qui, l'année suivante, remporte la victoire finale sur la résistance hollandaise au Pernambouc, dont il devient gouverneur général de 1661 à 1664. 
Le gouverneur et la garnison portugaise sont tellement surpris en avril 1641 par l'apparition des navires Hollandais qu'ils quittent la ville la veille du débarquement pour se réfugier à Bembem. Ils y souffrent du climat et les chefs africains en profitent pour se révolter et proposer une alliance aux Hollandais mais ceux-ci invoqueront ensuite le traité de Paix signé en 1641 entre la Hollande et le Portugal pour négocier une trève avec les Portugais. Les Portugais se réfugièrent sur les rives du fleuve Bengo, à quelques kilomètres au nord de Luanda, dans les propriétés agricoles des jésuites et de quelques riches habitants de Luanda puis furent contraints de fuir vers l'intérieur des terres, jusqu'à Massangano à la fin de l'année 1641.
Le nouveau gouverneur hollandais de Luanda, Pieter Moortamer, se fait lire un message de Njinga proposant une alliance mais réagit en disant qu'il ne sait pas quoi faire de cette Reine qui ne sait ni lire ni écrire. Cependant, il envoya quand même des émissaires et soldats hollandais à sa cour dans le Matamba. Puis Njinga du Ndongo et du Matamba ignore les appels à la réconciliation que lui lance en octobre 1641 le Pedro Cezar de Mezenes et les Hollandais trahissent la trève, tuent 40 hommes de l'armée portugaise, dont les principaux officiers et font 120 Portugais prisonniers, parmi lesquels Pedro Cezar de Mezenes. Les autres Portugais se replient à Massangano, en espérant une autre trève, et un moyen est trouvé pour permettre à Pedro Cezar de Mezenes de se libérer.
Les Portugais sont ensuite écrasés par Nambu a Ngongo, le chef du Dembos, qui est appuyé par 200 soldats hollandais. C'est au cœur de cette région que Njinga transforme cette avancée se situant en zone fertile et agréable, bien irriguée, mais aussi stratégique, pour installer le quartier général itinérant de ses armées, dans le secteur contrôlé par un de ses partisans, appelé Kavanga, au nord des anciens domaines du Ndongo.  
Les régions des fleuves Bengo et Dande sont alors envahies par les forces alliées du Kongo et des Hollandais, dont ils chassent les Portugais. Ces derniers sont pris en étau car les Mbundu libres s'allient à des esclaves pour contester aussi les garnisons portugaises dans les forts de l'intérieur des terres, à Cambambe, Mussina, Massangano et Ambaca.
En mai 1643, pour prévenir un soulèvement, les soldats de la WIC pillèrent un campement situé près de Luanda, dans lequel se trouvaient les Portugais. À cette occasion, plusieurs Portugais furent faits prisonniers et envoyés au Brésil. En 1644, Njinga défit l'armée portugaise à Ngoleme. Elle découvrira que sa sœur prisonnière des Portugais depuis 1646. Les Pays-Bas envoient alors des renforts depuis Luanda, permettant une nouvelle victoire en 1647 avant d'assiéger Massangano, qu'elle est à deux doigts de faire tomber en 1647-1648.
Le conflit entre les Portugais et les Néerlandais eut pour conséquence que les caravanes d'esclaves ne parvenaient plus jusqu'à Luanda, tandis que les Néerlandais, confinés sur la côte manquaient de nourriture pour les soldats et les esclaves qui se trouvaient dans le port.

### La deuxième colonie portugaise (1648-1974)

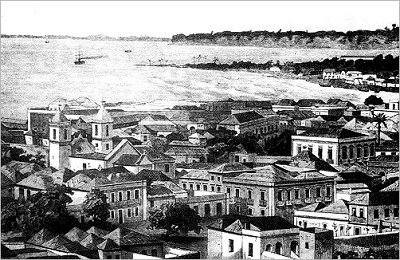
Luanda en 1883

Cependant, le Portugal, avec l'aide du Brésil, reprit Luanda en mai 1648. Les Brésiliens ont envoyé un guerrier déterminé pour diriger l'expédition massive. C'est Salvador Correia de Sá e Benevides, commandant des escadres qui naviguaient entre Rio de Janeiro et Lisbonne, qui en 1625, avec les renforts recrutés à Rio, avait défendu la vila d'Espirito Santo contre les attaques du Hollandais Piet Hein puis dans la foulée participé à la reprise de Bahia aux Hollandais.
Salvador Correia de Sá e Benevides annonce aux Hollandais que les ruptures de trêve qu'ils ont plusieurs fois pratiquées déloyalement le libèrent du traité de Paix et leur propose une reddition. Ceux-ci demandent 8 jours de réflexion, et en obtiennent deux. Ils refusent officiellement puis subissent l'assaut et capitulent de fait. Les Portugais sont surpris de ne trouver à Luanda que 2200 hommes dont 1100 noirs et beaucoup d'Allemands et de Français. Njinga se replia sur Matamba, pour défier les portugais. Les prêtres capucins passent alors du Congo à l'Angola pour tenter de la guider, et obtiennent d'elle une nouvelle conversion, au moment où les portugais continuent la guerre contre ce qui deviendra un émiettement des royaumes africains. En 1655, Njinga autorise une délégation de capucins dans la capitale de son royaume. Rome souhaite faire de ses missions de capucins un exemple symbolique, et l'enthousiasme supposé de Njinga pour le catholicisme est vanté par les capucins, qui soulignent la différence avec le rejet du christianisme par le chef Jaga Kasanje, allié lui des Jésuites Portugais. La Congrégation de la Propagande de la Foi en fait une vitrine de l'histoire des capucins en Afrique centrale. 
Quand l’Angola redevient colonie portugaise en 1648, l’administration de la ville est divisée en quartiers pour les Blancs et quartiers pour les Noirs. Les Blancs vivent dans des villas avec des domestiques tandis que les Africains vivent dans des huttes. Les Noirs sont en majorité des Kimbundu et des Bakongo. L’armée coloniale surveille les entrées et sorties des Africains dans les quartiers européens. 
En 1889 est inauguré un réseau de distribution d'eau. Après l'implantation d'un régime républicain au Portugal en 1910, le colonialisme entre dans une nouvelle phase. Les républicains avaient durement critiqué les gouvernements monarchiques pour avoir abandonné les colonies. Le nouveau gouvernement portugais réalise alors la création d'écoles en Angola. Le premier lycée (Liceu Central de Luanda) ouvre ses portes en 1919. Pendant les premières années du salazarisme, Luanda est utilisée comme colonie pénitentiaire, et accueille de nombreux condamnés de droit commun.
Un second cycle, dont le port constitue le poumon économique jusqu'en 1961, a vu le développement de l'exploitation du café puis une industrialisation de transformation.

### L'insurrection angolaise (1961-1974)

Luanda en 1966.

Le 4 février 1961, des groupes partiellement liés au Mouvement Populaire de Libération d'Angola (MPLA) attaquent les prisons de Luanda afin de libérer des détenus politiques. Simultanément, des postes de police et des baraquements militaires sont attaqués, menant au bilan officiel de sept morts parmi les Portugais, quatorze morts et cinquante blessés du côté des Africains. Le lendemain, les bas-fonds des quartiers européens manifestent dans les rues en criant «Mata Todos» (Tuez‑les tous !), attaquant les Africains se trouvant sur leur passage. Le 7 février, les quartiers africains font l'objet de raids de représailles, conduisant à la mort de vingt-quatre Africains et de trois colons.
Le 15 mars, une insurrection organisée par l'União das Polpulações de Angola (UPA) éclate dans le Nord-Ouest du pays, et le 21 mars la capitale angolaise abrite 3 850 réfugiés portugais. L'épisode du 4 février est considéré comme l'élément déclencheur de la révolte angolaise.

### L'indépendance

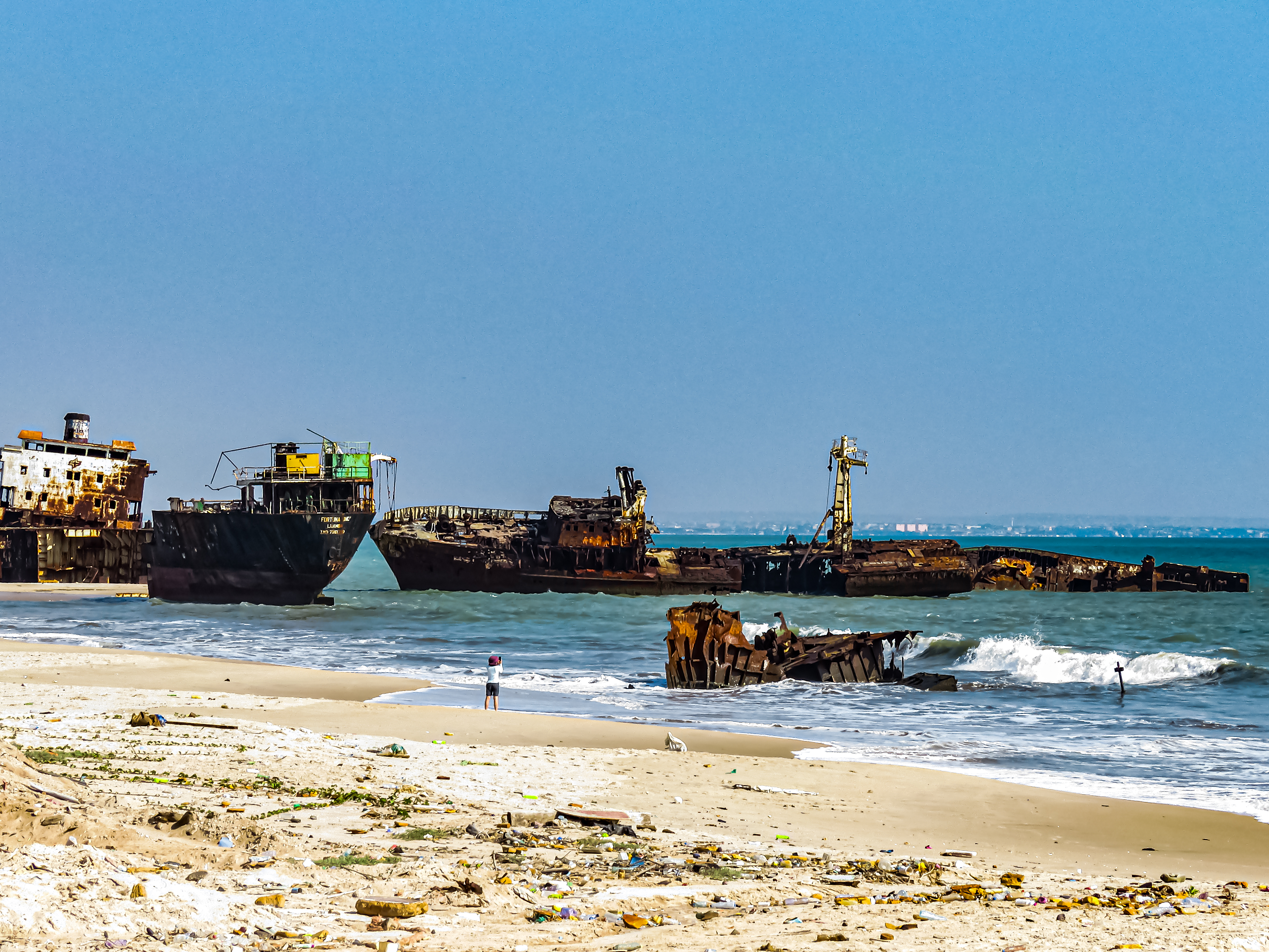
Épaves de pétroliers abandonnés en 1975.

Lorsque l'Angola accède à son indépendance en 1975, la ville compte 600 000 habitants dont un fort contingent de Portugais installés dans les quartiers centraux qui quittent le pays à cette époque. Avec la proclamation de la République populaire d'Angola, de nombreux Cubains arrivent, principalement des soldats. Lors de la guerre civile (1975-2002), la ville est attaquée par les forces du FNLA et des mercenaires portugais. Ces assauts sont repoussés par l'armée gouvernementale et les Cubains lors de la bataille de Kifangondo. La guerre civile entre le MPLA et le UNITA amène de nombreux paysans (notamment des Ovimbundu) à se réfugier en ville. La population de la ville atteint environ 5 millions d'habitants en 2008, soit près de 30 % de la population totale d'un pays pourtant très vaste (1,25 million de km²). 
Les élections législatives de septembre 2008 sont remportées par le MPLA (avec 74,93 % de voix), suivi de l'UNITA (avec 18,25 %), le PRS (avec 1,94 %) et le ND-Coalition (avec 1,67 % des voix).
Luanda rencontre aujourd'hui les problèmes des grandes métropoles du tiers-monde qui ont connu une croissance démographique effrénée : prédominance des bidonvilles, insécurité, accès limité à l'eau courante (moins de 50 % de la population).

## Géographie

### Présentation

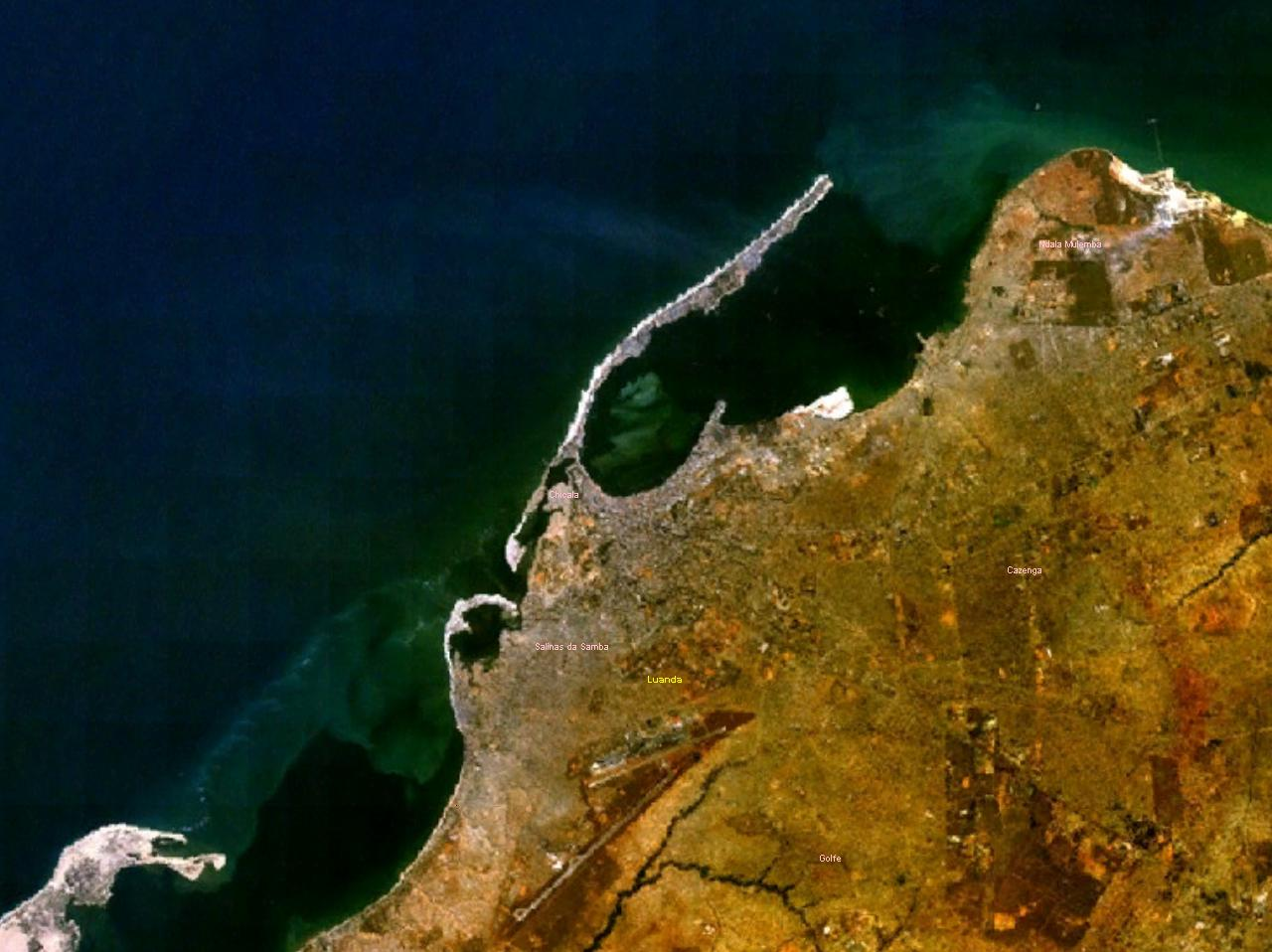
Vue de la ville de Luanda par satellite.

Luanda se divise en deux zones principales comprenant d’une part la ville basse, autour de la baie de Luanda (comprenant la vieille ville coloniale, le fort et le port), et d’autre part la ville haute, qui correspond au quartier moderne. Aucun fleuve notable ne possède son embouchure dans Luanda, mais divers cours d'eau secondaires drainent les eaux pluviales de la ville.

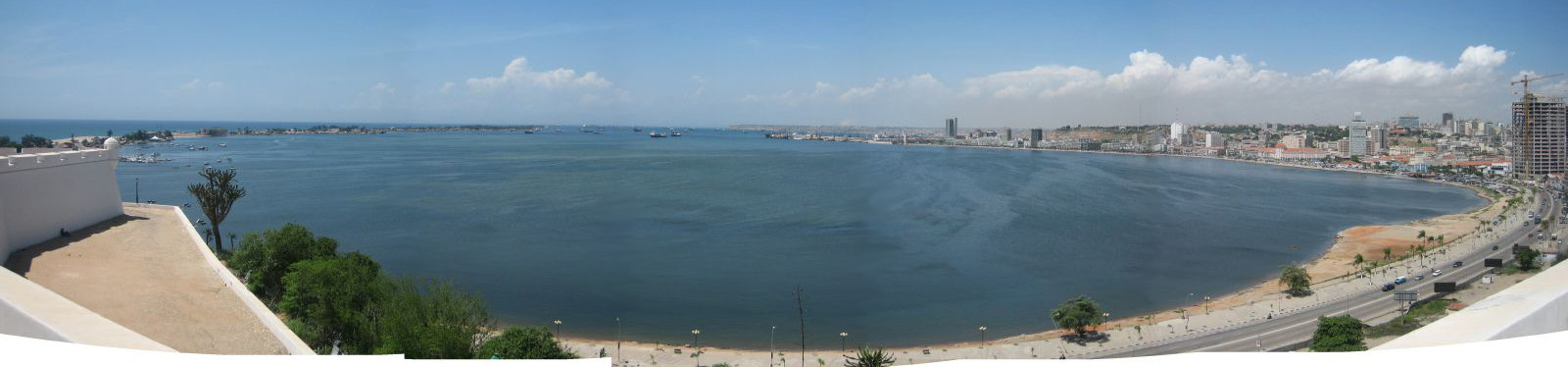
Panorama sur la Bahia de Luanda, depuis le Fort de São Miguel.

### Climat
Luanda jouit d’un climat tropical de steppe (BSh selon la classification de Köppen). La température moyenne à l’année y est de 24 °C : la moyenne estivale de janvier y atteint 27 °C, avec un maximum de 30 °C et un minimum de 24 °C ; la moyenne hivernale de juillet y descend à 21 °C, avec au maximum 24 °C et au minimum 18 °C.
Les précipitations moyennes à l’année y sont de 34,1 cm. L’été, recevant un léger vent de la mer, est marqué par de faibles précipitations, de l'ordre de 8 cm. L'automne, dominé par un fort vent venant de la Namibie et du sud du pays, apporte à Luanda davantage de précipitations, autour de 24 cm.
L’hiver y est particulièrement sec, la ville recevant un fort vent du sud-est, depuis le centre désertique du continent, il en résulte de très faibles précipitations, n’atteignant que 0,1 cm. Le printemps est peu venteux, les vents se formant au niveau de Luanda avant de diverger vers le nord, laissant à Luanda des précipitations faibles d'environ 4 cm.

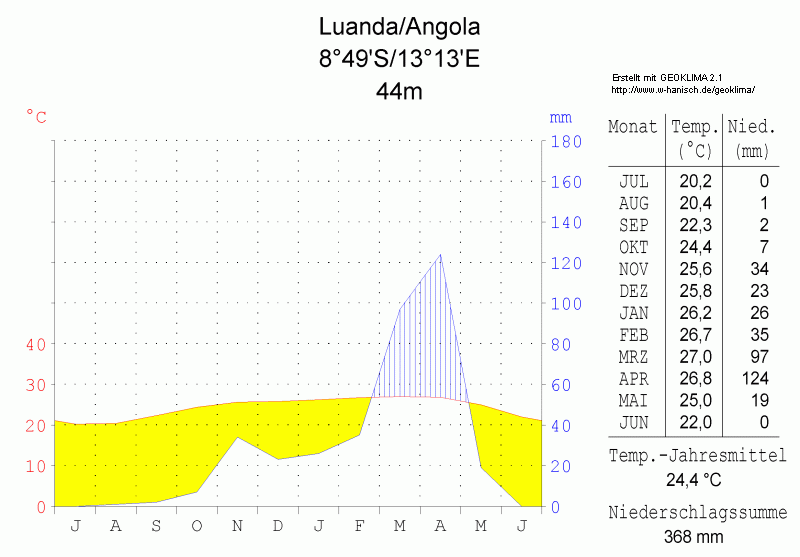
Diagramme climatique de Luanda

| Mois                              | jan. | fév. | mars | avril | mai | juin | jui. | août | sep. | oct. | nov. | déc. | année |
| --------------------------------- | ---- | ---- | ---- | ----- | --- | ---- | ---- | ---- | ---- | ---- | ---- | ---- | ----- |
| Température minimale moyenne (°C) | 23   | 24   | 24   | 24    | 23  | 20   | 18   | 18   | 19   | 22   | 23   | 23   | 22    |
| Température maximale moyenne (°C) | 28   | 29   | 30   | 29    | 28  | 25   | 23   | 23   | 24   | 26   | 28   | 28   | 27    |
| Record de froid (°C)              | 21   | 21   | 21   | 21    | 18  | 15   | 14   | 14   | 17   | 18   | 20   | 19   |       |
| Record de chaleur (°C)            | 33   | 35   | 35   | 34    | 36  | 32   | 29   | 28   | 29   | 32   | 37   | 34   |       |
| Précipitations (mm)               | 25   | 36   | 76   | 117   | 13  | 0    | 0    | 0    | 3    | 5    | 28   | 20   | 323   |

### Démographie
Les habitants de Luanda sont principalement d’origine ethnique bantoue, comme les tribus Ovimbundu, Ambundu ou Bakongo. Il subsiste aussi une communauté métisse importante et une petite communauté d’origine portugaise. De nombreux Brésiliens sont arrivés récemment, à la suite du redémarrage économique qui a suivi la fin de la guerre civile ; ils viennent en majorité des États brésiliens du Pernambouc et de Bahia. Le Brésil et l'Angola possèdent en effet le portugais comme langue principale en commun.
Le rythme de croissance de la population a significativement augmenté à partir des années 1930, en raison de la colonisation du territoire par les Portugais sous le régime de l’Estado Novo ; il s'est encore renforcé avec l'arrivée des réfugiés de la guerre civile à partir de 1975, et reste aujourd'hui extrêmement rapide (doublement tous les dix ans entre 1960 et 2000).
| 1781  | 1796  | 1797  | 1798  | 1799  | 1802  | 1803  | 1804  | 1805  | 1806  | 1807  |
| ----- | ----- | ----- | ----- | ----- | ----- | ----- | ----- | ----- | ----- | ----- |
| 9 755 | 7 204 | 7 976 | 8 013 | 6 414 | 6 925 | 6 907 | 6 939 | 8 122 | 8 243 | 6 184 |

| 1810  | 1811  | 1812  | 1813  | 1814  | 1815  | 1816  | 1817  | 1818  | 1819  | 1823  |
| ----- | ----- | ----- | ----- | ----- | ----- | ----- | ----- | ----- | ----- | ----- |
| 5 908 | 6 051 | 5 390 | 5 140 | 4 947 | 4 648 | 4 689 | 4 490 | 4 506 | 5 680 | 6 256 |

| 1825  | 1826  | 1829  | 1830  | 1831  | 1832  | 1844  | 1850   | 1900   | 1934   | 1940   |
| ----- | ----- | ----- | ----- | ----- | ----- | ----- | ------ | ------ | ------ | ------ |
| 7 209 | 6 813 | 5 541 | 5 345 | 5 708 | 5 058 | 5 605 | 12 565 | 20 000 | 18 000 | 61 000 |

| 1950    | 1975    | 1987      | 1988      | 1991      | 2000      | 2005      | 2007      | 2008      | 2012      | 2014      |
| ------- | ------- | --------- | --------- | --------- | --------- | --------- | --------- | --------- | --------- | --------- |
| 137 000 | 600 000 | 1 136 000 | 1 200 000 | 2 000 000 | 3 200 000 | 2 776 000 | 4 000 000 | 4 137 337 | 5 172 900 | 6 945 386 |

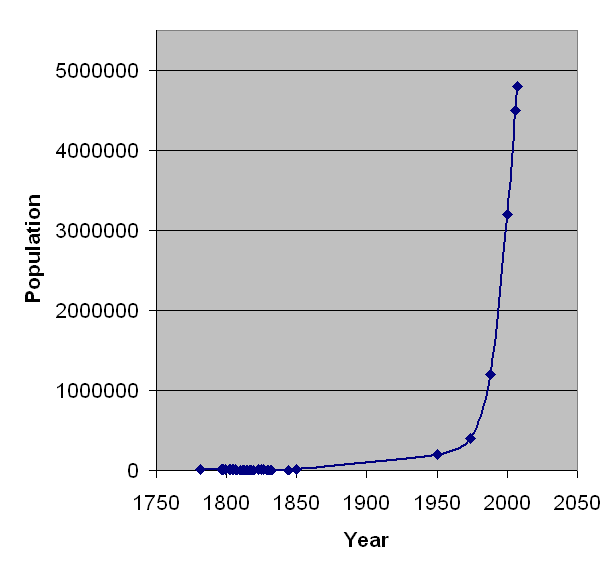
Population de Luanda
(de 1750 à 2007 environ).

La langue officielle, qui est également la plus parlée, est le portugais, bien que plusieurs langues bantoues soient répandues, en particulier le kimbundu, mais aussi le kikongo et l'umbundu.
Luanda est la troisième plus grande ville lusophone du monde, après São Paulo et Rio de Janeiro toutes deux au Brésil.

## Économie

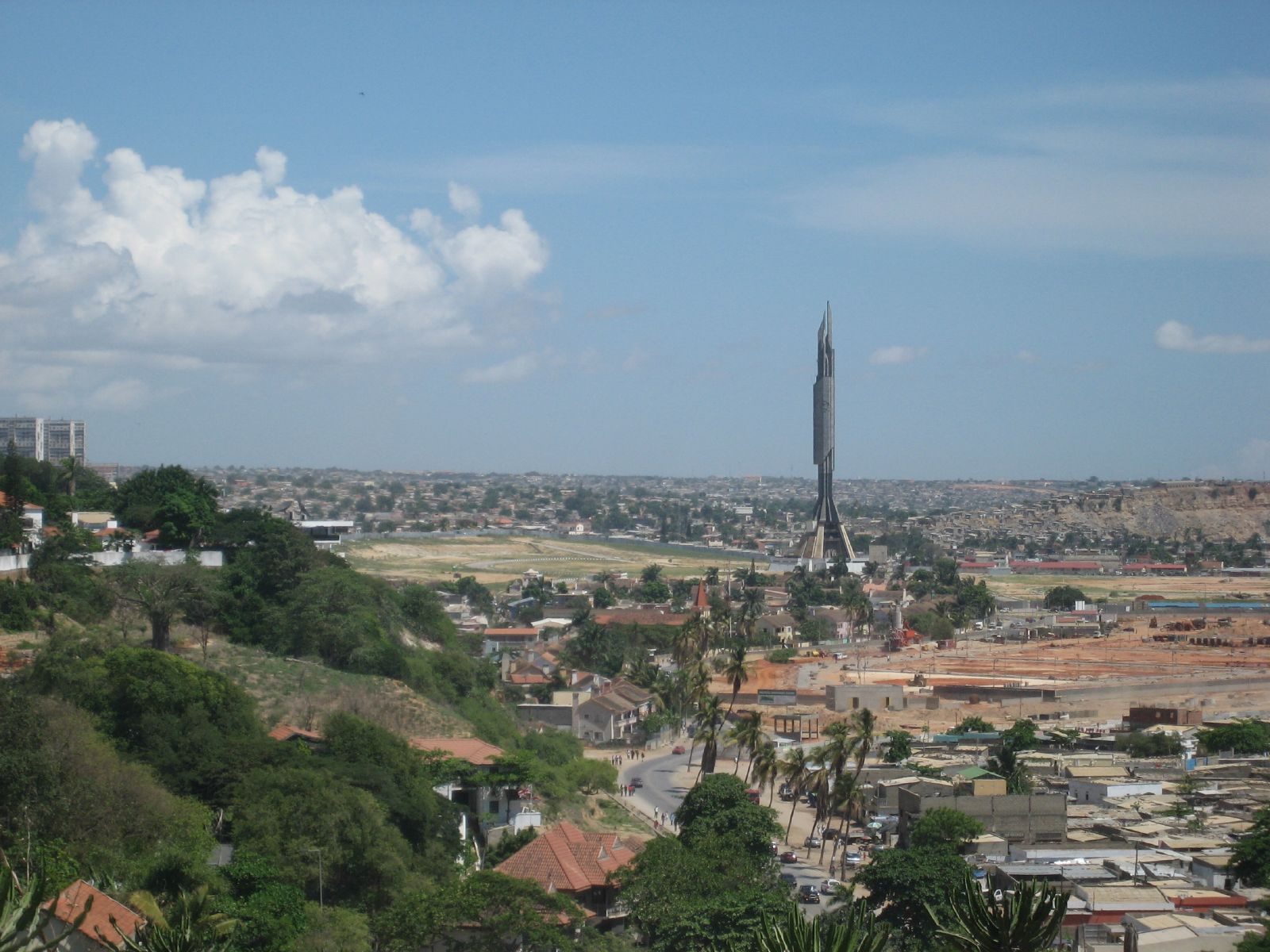
Monument à Agostinho Neto.

Luanda est le siège des principales entreprises du pays, parmi lesquelles Angola Telecom, Unitel, Endiama, Sonangol, Linhas Aéreas de Angola et Odebrecht Angola (celle-ci brésilienne), entre autres.
L'industrie de transformation est la principale activité de la ville. Elle est active dans les secteurs de l'agro-alimentaire, le textile, les ciments et matériaux de construction, les matières plastiques, les métaux, les cigarettes et la chaussure. Une usine d'assemblage de véhicules en SKD (Semi-Knocked-Down-Montage) du groupe Volkswagen AG avec son partenaire africain ASGM est en cours d'implantation. Le pétrole, dont on trouve des gisements off-shore à proximité, est raffiné dans la ville, même si cette industrie a largement souffert de la guerre civile angolaise (1975-2002). Luanda possède un excellent port naturel. Ses principales exportations sont le café, le coton, le sucre, les diamants, le fer et le sel. La ville comporte également un important secteur de la construction, qui profite du retour à la stabilité politique depuis 2002, date de la fin de la guerre. La croissance est largement soutenue par l'exploitation du pétrole. La ville est la plus développée du pays et le seul grand centre économique en Angola. Le marché immobilier est dynamisé par l'arrivée de nouveau acteurs, utilisant les techniques modernes de vente de logement en ligne.
Le premier centre commercial d'Angola fut inauguré en 2007 à Luanda.
La ville est régulièrement citée comme une des villes les plus chères du monde.

## Transports

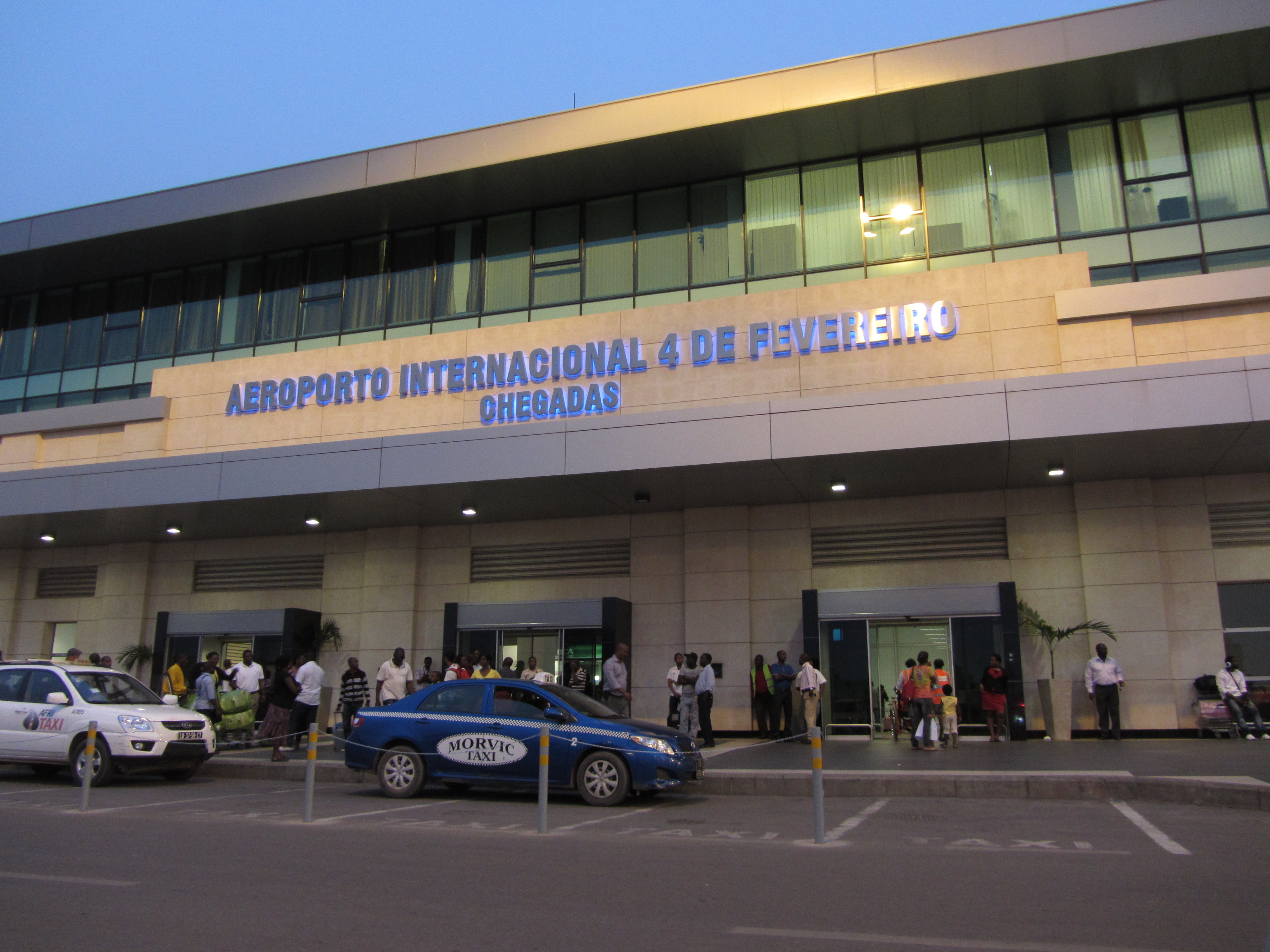
Aéroport international
Quatro de Fevereiro.

Le plus grand aéroport international du pays, Quatro de Fevereiro (4-février), est situé dans la ville. 
Une voie ferrée relie Luanda à Malanje, dans l'intérieur du pays.
En ville, les candongueiros (taxis-bus, équivalents du fula-fula de Brazzaville ou du ngombol de Kinshasa) représentent le principal moyen de transport, en général peints en bleu et blanc, et effectuant également des liaisons avec les autres villes du pays.
Un métro en surface est programmé[Quand ?], mais reste en phase de projet.

## Culture

### Musées
Luanda abrite les plus importants du pays :
- la forteresse de São Miguel (en) (1576),
- celle de São Francisco do Penedo (en) (1765),
- le palácio de Ferro (pt) (1890, façon Eiffel), abritant le musée angolais du diamant,
- le musée national de l'esclavage de Luanda, dans la Casa Grande Chapel,
- le musée national d'histoire naturelle d'Angola (pt),
- le musée national d'anthropologie (pt),
- le musée historique de São Pedro da Barra,
- le musée des forces armées (pt) (MPLA, FLNA, UNITA),
- le mémorial Agostinho Neto (pt) (2011).

### Événements
- Carnaval de la ville, procédant des mêmes racines et rythmes que ceux du Brésil de l'autre côté de l'Atlantique[28].
- Luanda International Jazz Festival (en), depuis 2009[29].

## Lieux de culte
Parmi les lieux de culte, on note principalement des églises et des temples chrétiens : 
- de l'archidiocese local (Église catholique),
- l'Igreja Evangélica Congregacional em Angola (Communion mondiale d'Églises réformées),
- l'Igreja Evangelica Reformada de Angola (Communion mondiale d'Églises réformées),
- la Convention baptiste de l’Angola (Alliance baptiste mondiale),
- l'Église universelle du Royaume de Dieu,
- les Assemblées de Dieu[30].

Il y a aussi des mosquées musulmanes, etc.

## Éducation

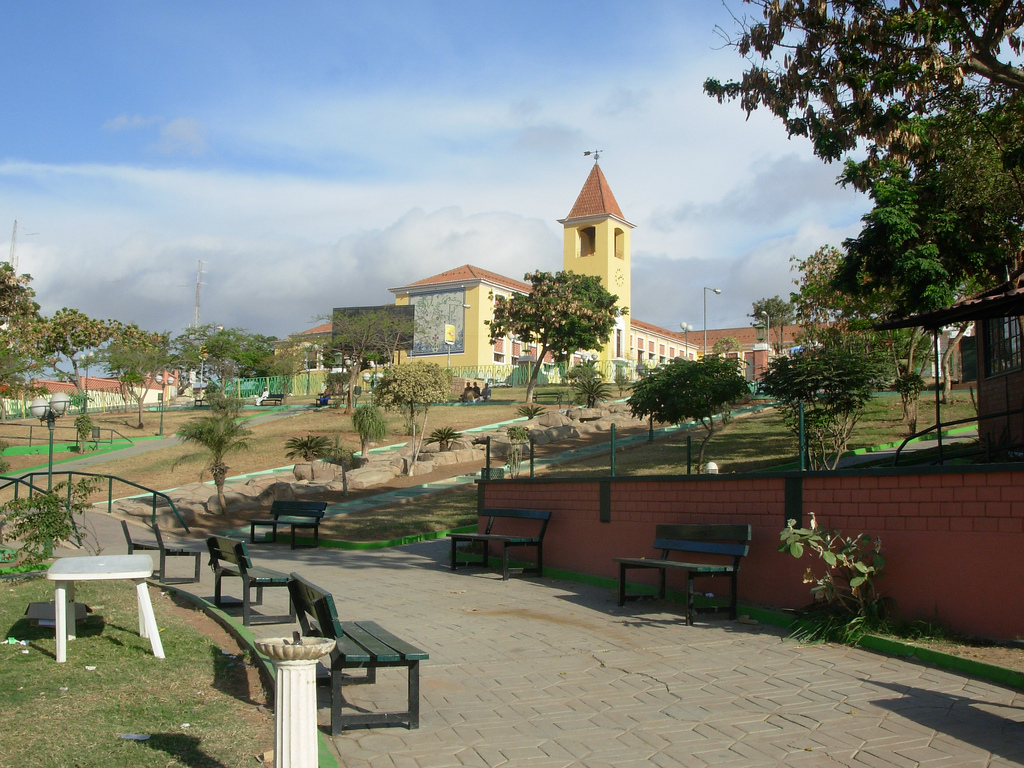
Liceu Mutu ya Kevela.

Luanda accueille une douzaine d'universités, notamment : l'université Agostinho Neto, l'université catholique d'Angola, l'université indépendante d'Angola et l'université technique d'Angola.
La ville possède aussi le Liceu Mutu ya Kevela (Liceu Salvador Correia au temps colonial) ; ce lycée possède une architecture coloniale portugaise et est entouré d'un parc.

## Sport
Le football est le sport le plus populaire à Luanda, le club de l'Atlético Petróleos Luanda comptant le plus grand nombre de supporteurs. Les autres principaux clubs sont le Clube Desportivo Primeiro de Agosto, le Grupo Desportivo Interclube et l'Atlético Sport Aviação. Le stade da Cidadela est le plus grand de la ville. Lors de la coupe du monde de 2006, la moitié des joueurs de l'équipe nationale de football étaient originaires de Luanda. En 2010, la coupe d'Afrique des Nations s'est déroulée en partie à Luanda, où ont eu lieu notamment la cérémonie d'ouverture et la finale, au stade national du 11 Novembre.
La compétition automobile est également très suivie dans la ville, qui compte notamment le circuit de Luanda, inauguré en 1972. Le club naval de Luanda, fondé le 23 mai 1883, est l'un des plus vieux clubs de sports nautiques d'Afrique. En tant que capitale, Luanda est le siège de nombreuses organisations sportives nationales, comme le comité olympique angolais ou la fédération angolaise de football.

Le handball féminin est également présent dans le paysage sportif, avec l'organisation de la CAN 2016 du 28 novembre au 7 décembre 2016. L'équipe d'Angola, onze fois vainqueure de l'épreuve et organisatrice, a été l'un des pays favoris à la victoire finale. 

## Toponymie
Depuis l'indépendance, les rues et avenues ont été rebaptisées. De nombreux noms liés à la période coloniale ont été remplacés par des noms liés à la lutte pour l'indépendance ou à l'iconographie marxiste. La liste ci-dessous permet de faire la correspondance entre les anciens noms coloniaux et les nouveaux noms des rues de Luanda.
| Anciens noms                                  | Nouveaux noms                     |
| --------------------------------------------- | --------------------------------- |
| Avenida Paulo Dias de Novais Avenida Marginal | Avenida 4 de Fevereiro            |
| Avenida Praia do Bispo                        | Avenida Agostinho Neto            |
| Avenida dos restaurantes de Angola            | Avenida Rainha Ginga              |
| Rua Neves Pereira                             | Rua Pedro Felix Machado           |
| Avenida Alvaro Ferreira                       | Avenida do 10 congreso do MPLA    |
| Rua General José Augusto Alves Roçadas        | Rua Pedro Cardoso                 |
| Rua Arthur Torrès                             | Rua Moisés Cardoso                |
| Rua Miguel Pereira Forjaz Rua Serpa Pinto     | Rua Amílcar Cabral                |
| Avenida Serpa Pinto Avenida da Lisboa         | Avenida Revolucao do outubro      |
| Rua do Dr. Alfredo Troni                      | Rua Engracia Fragoso              |
| Rua Conde de Ficalho                          | Rua da Liga Africana              |
| Avenida Coronel Artur de Paiva                | Avenida Rei Katyavala             |
| Alameda Dom João II                           | Alameda Manuel Van Dunem          |
| Alameda Manuel Van Dunem                      | Avenida Ho Chi Minh               |
| Avenida do Brasil                             | Avenida Hoji Ya Henda             |
| Rua Antonio Manuel de Noronha                 | Rua Lourenço Mendes Conceição     |
| Rua José de Anchieta y Llarena                | Rua Augusto Silvério Ferreira     |
| Avenida Estrada do Catete                     | Avenida Deolinda Rodrigues        |
| Rua Baltazar de Aragao                        | Rua Julio Lacerda                 |
| Rua Antonio Nobre                             | Rua Francisco Pereira Africano    |
| Avenida Fernão de Souza                       | Avenida Anibal de Melo            |
| Rua Barbosa do Bocage                         | Rua Major Marcelino Dias          |
| Avenida General Carmona                       | Avenida Cmdte Che Guevara         |
| Rua do Doutor Sidonio Pais                    | Rua Nicolau Gomes Spencer         |
| Rua Silva Porto                               | Rua Joaquim Kapango               |
| Avenida General Norton de Matos               | Avenida Cmdt Gika                 |
| Rua Sa da Bandeira                            | Avenida Cmdt Kwenha               |
| Avenida Antonio Barroso                       | Avenida Presidente Marien Ngouabi |
| Avenida Brito Godins                          | Avenida Lénine                    |
| Avenida Cabral Moncada                        | Avenida Eduardo Mondlane          |
| Rua Dom Joao III                              | Rua Comandante Aguelles           |
| Rua da Samba                                  | Rua dos Herois                    |
| Rua Antonio Vieira                            | Rua Helder Neto                   |
| Rua Garcia Resende Rua Oliveira Martins       | Rua Emilio M'Bidi                 |
| Rua Antonio Videira                           | Rua Commandante Dangereux         |
| Rua Gastao S. Dias                            | Rua Ferraz Bomboco                |
| Rua Francisco A. Pinto                        | Rua Kateculo Mengo                |
| Rua Veriador Jaime de Amorim                  | Rua Commandante Stona             |
| Rua Dom Miguel de Melo                        | Rua Friedrich Engels              |
| Rua do Dr. A. da Cunha                        | Rua Manuel Caldeira               |
| Largo Dom Afonso Henriques                    | Largo Lumege                      |
| Largo Serpa Pinto                             | Largo Amilcar Cabral              |

## Jumelages
- Belo Horizonte (Brésil) depuis 1968[34],
- Porto (Portugal) depuis 1999[35],
- Houston (États-Unis) depuis 2003[36],
- Salvador (Brésil)[réf. nécessaire],
- Tahoua (Niger)[réf. souhaitée].

## Personnalités liées à la ville

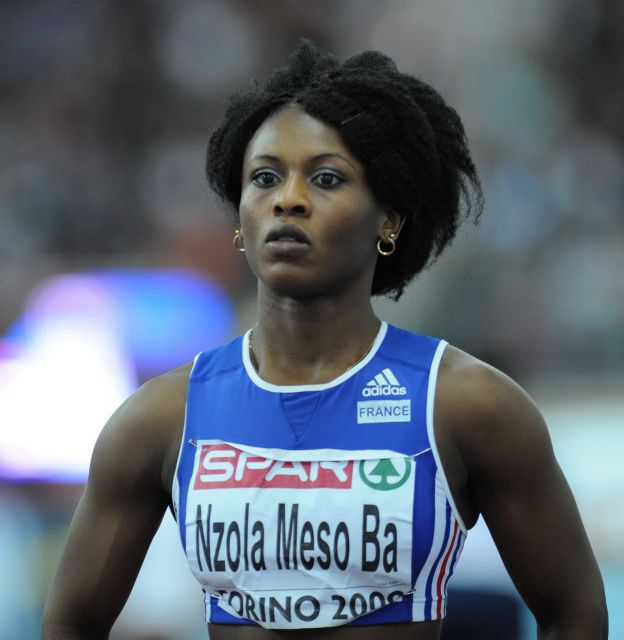
Teresa Nzola Meso Ba.

- José Eduardo dos Santos (1942-2022), ancien président de l'Angola
- Manuel Domingos Vicente, vice-président du pays
- Fernando José de França Dias Van-Dúnem, ancien premier ministre
- Fernando da Piedade Dias dos Santos, ancien premier ministre
- José Baptista Pinheiro de Azevedo, ancien premier ministre du Portugal
- Filomena Embalo, née en 1956 à Luanda, écrivaine bissau-guinéenne
- Paulo Flores, chanteur
- Lourdes Van-Dúnem, chanteuse
- Aline Frazão, chanteuse
- Simone Tiersonnier, artiste peintre
- André Buengo, footballeur
- Mateus Galiano da Costa, footballeur
- Pedro Emanuel, footballeur
- Hélder Marino, footballeur
- Marco Paulo Rebelo Lopes, footballeur
- Teresa Nzola Meso Ba, athlète française (photo)
- Paulo de Carvalho (pt), sociologue
- Osvaldo da Fonseca, artiste plasticien né sur place
- Leila Lopes, Miss Univers 2011
- Maria Borges, mannequin
- Eduardo Nascimento, chanteur
- Luzia Inglês Van-Dúnem, femme politique
- Paulão, joueur de football
- Maria do Carmo Medina (1925-2014), défenseuse des droits de l'homme angolaise d'origine portugaise, militante pour l'indépendance de l'Angola, universitaire et juge à la Cour d'appel de Luanda
- Paulo Domingos Manquele, artiste, styliste et créateur de bijoux germano-angolais